# 国道21号

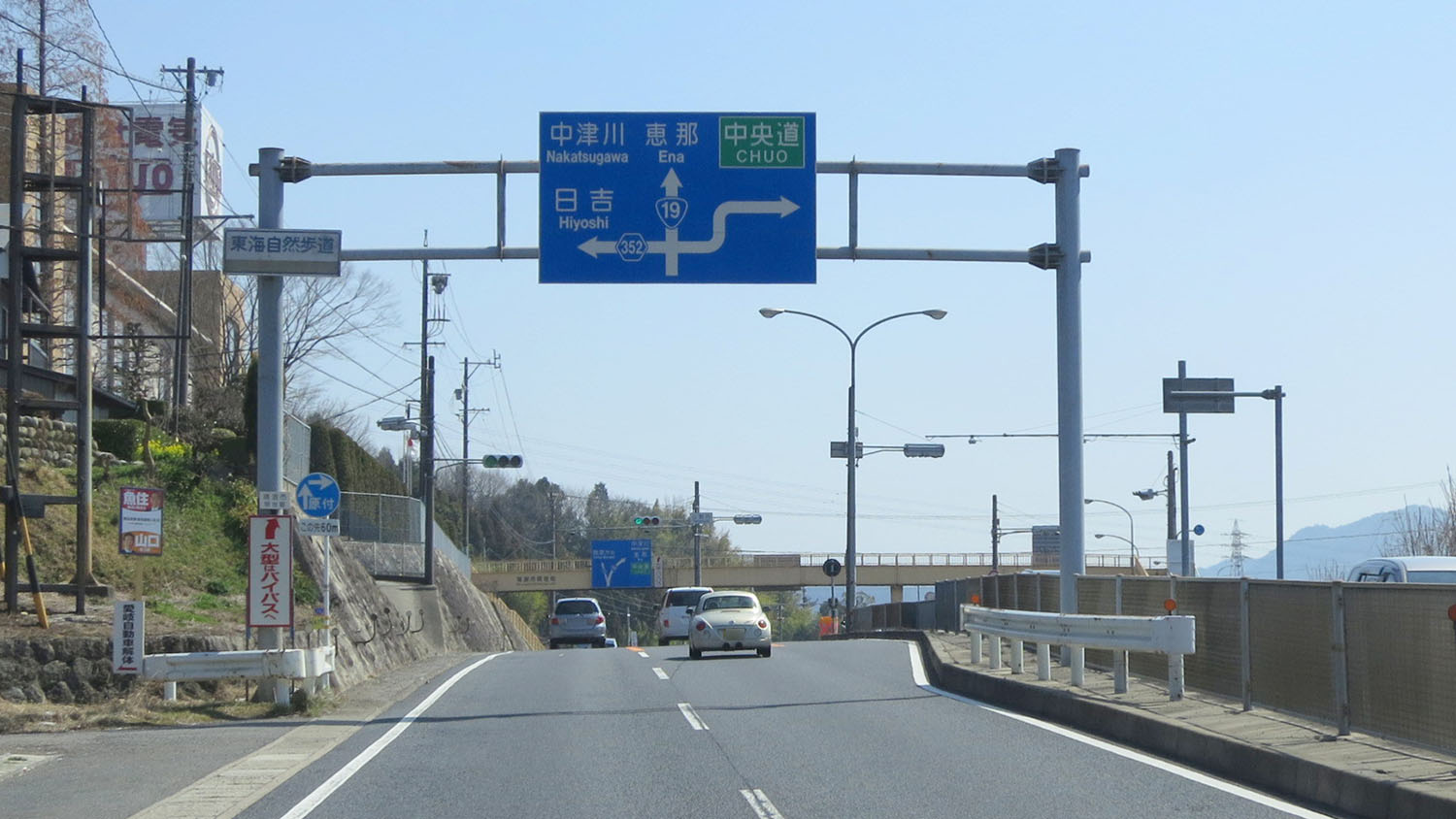
国道21号 起点（国道19号上）
岐阜県瑞浪市 山野内交差点付近

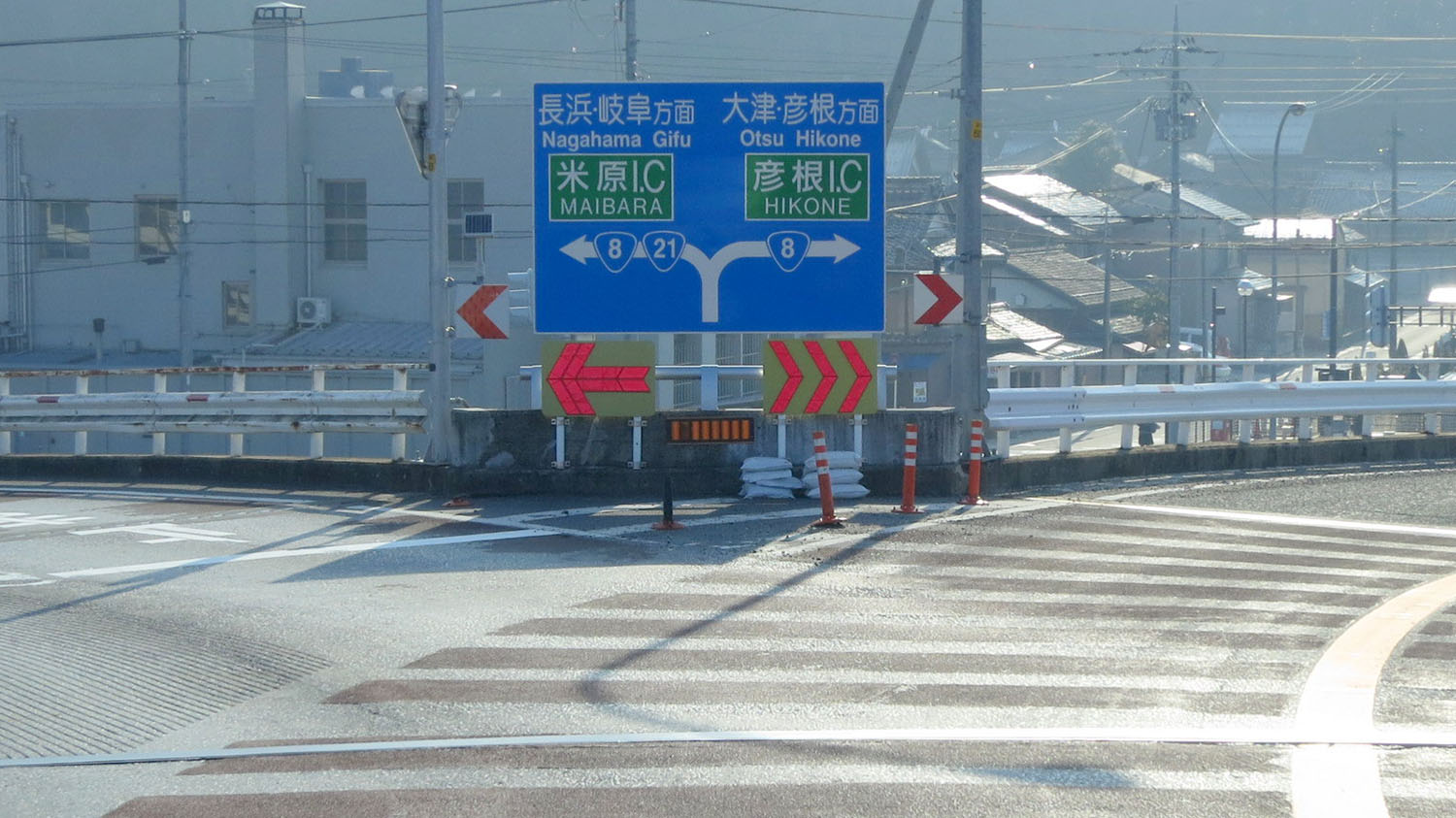
国道21号 終点
滋賀県米原市
米原警察署前交差点付近

国道21号（こくどう21ごう）は、岐阜県瑞浪市から滋賀県米原市に至る一般国道である。

## 概要
岐阜県南東部（東濃）の瑞浪市の山野内交差点を起点とする。土岐市で国道19号から分岐し、岐阜県内の濃尾平野を東西に横断する。岐阜県庁前を通過し、古戦場で知られる関ヶ原を抜けて滋賀県琵琶湖岸の米原市で国道8号と連絡して米原警察署前に至る、延長約115 kmの一般国道の路線である。岐阜県内の起点付近では国道19号と、滋賀県内の終点付近では国道8号と一部区間を重用する。主な通過地は、岐阜県土岐市・可児市・美濃加茂市・各務原市・岐阜市・瑞穂市・大垣市・不破郡関ケ原町である。起点の瑞浪市および経過地の土岐市を除く区間は、旧中山道を踏襲する道筋で、岐阜県美濃地方を横断する重要な幹線道路である。
なお、国道21号の起点は国道19号と交わる土岐市大富交差点ではなく、国道19号を3 km程中津川方面に走った所にある瑞浪市山野内交差点である。これは国道19号土岐バイパス開通前、旧国道19号と21号の交点が山野内交差点にあったことの名残である。

### 路線データ
一般国道の路線を指定する政令に基づく起終点および重要な経過地は次のとおり。
- 起点：瑞浪市（山野内交差点 = 国道19号上、岐阜県道352号大西瑞浪線交点）
- 終点：滋賀県坂田郡米原町[注釈 2]（米原警察署前交差点 = 国道8号上、滋賀県道329号彦根米原線終点）
- 重要な経過地：土岐市、可児市、美濃加茂市、各務原市、岐阜県羽島郡岐南町、岐阜市、大垣市、同県不破郡関ケ原町、滋賀県坂田郡近江町[注釈 3]
- 総延長 : 114.7 km（岐阜県 101.0 km、滋賀県 13.7 km）重用延長を含む。[2][注釈 4]
- 重用延長 : 4.5 km（岐阜県 3.0 km、滋賀県 1.5 km）[2][注釈 4]
- 未供用延長 : なし[2][注釈 4]
- 実延長 : 110.3 km（岐阜県 98.0 km、滋賀県 12.3 km）[2][注釈 4]
  - 現道 : 97.0 km（岐阜県 84.7 km、滋賀県 12.3 km）[2][注釈 4]
  - 旧道 : 7.0 km（岐阜県 7.0 km、滋賀県 - km）[2][注釈 4]
  - 新道 : 6.3 km（岐阜県 6.3 km、滋賀県 - km）[2][注釈 4]
- 指定区間：瑞浪市明世町山野内字西洞596番1 - 米原市米原字腰越197番3（全線）[3]

## 歴史
江戸時代以前の中山道の一部を継承する路線である。

### 年表
- 1885年（明治18年） - 内務省告示第6号「國道表」では、中山道が国道7号「東京より神戸港に達する別路線」（現17号、18号、142号、20号、19号、21号、8号、1号経由）に指定された。この路線に、現国道20号に相当する区間はすべて含まれている。
- 1920年（大正9年） - 旧道路法に基づく路線認定では、旧7号がほぼそのまま国道14号「東京市より京都府庁所在地に達する路線」となった。
- 1934年（昭和9年） - 甲府までだった国道8号が延長されて「東京市より京都府庁所在地に達する路線（甲）」となり、現国道20号の区間を含む下諏訪 - 京都間は国道8号の方が上位路線となった。
- 1952年（昭和27年）12月4日 - 新道路法に基づく路線指定で一級国道21号（岐阜県土岐郡明世村[注釈 5] - 滋賀県坂田郡米原町[注釈 2]）として指定された[4]。
- 1965年（昭和40年）4月1日 - 道路法改正によって一級・二級の別がなくなり一般国道21号となった。

## 路線状況

### 通称
- 中山道
- 夢花街道21（大垣市）

### バイパス
- 土岐バイパス
- 可児御嵩バイパス
- 坂祝バイパス
- 鵜沼バイパス
- 那加バイパス
- 岐大バイパス
- 関ヶ原バイパス

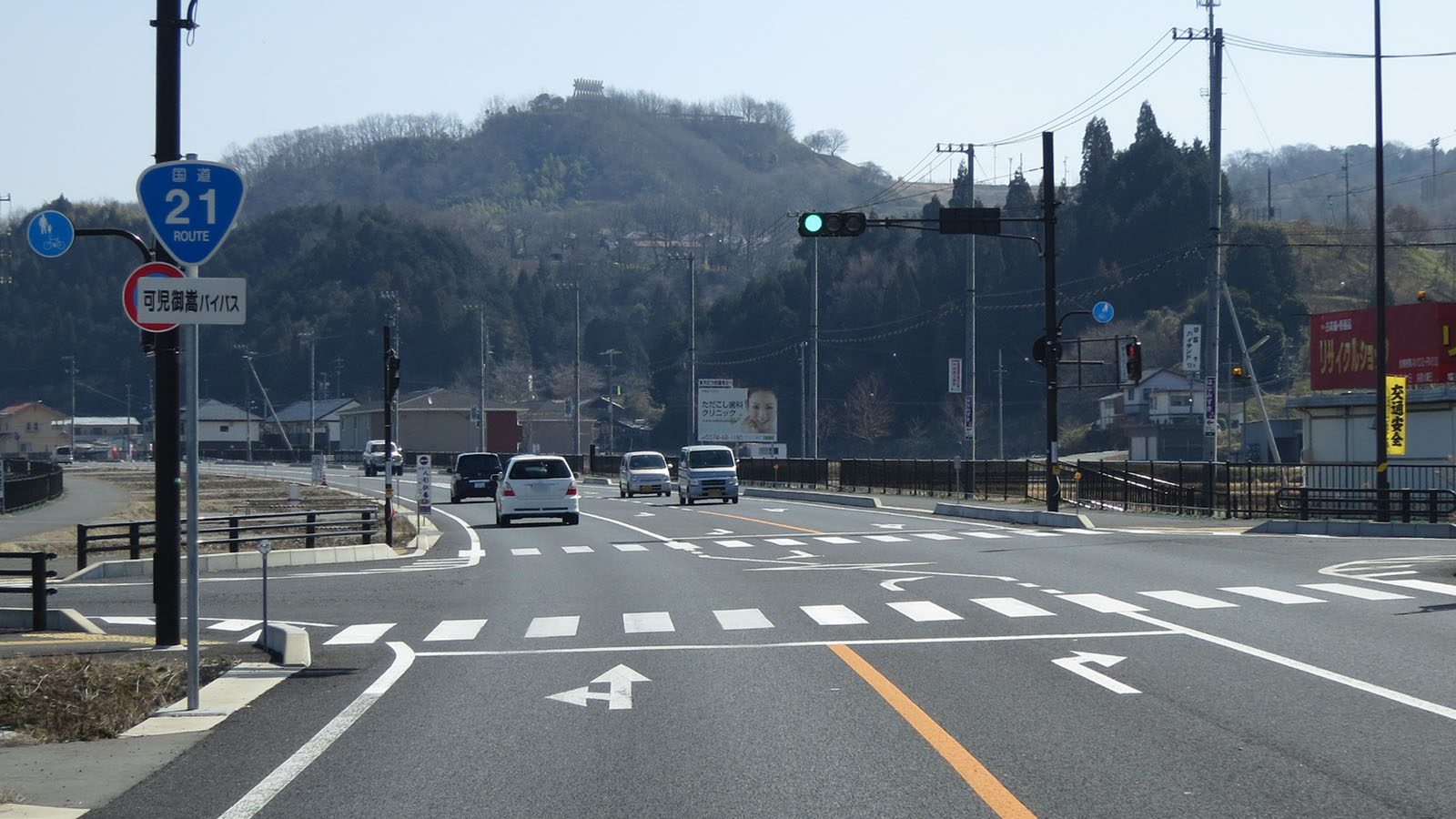
可児御嵩バイパス
岐阜県可児郡御嵩町中

なお、鵜沼・那加・岐大バイパスは全線が供用されており、旧区間は市道（各務原市内）・主要地方道（岐大バイパス）になっている。

### 重複区間

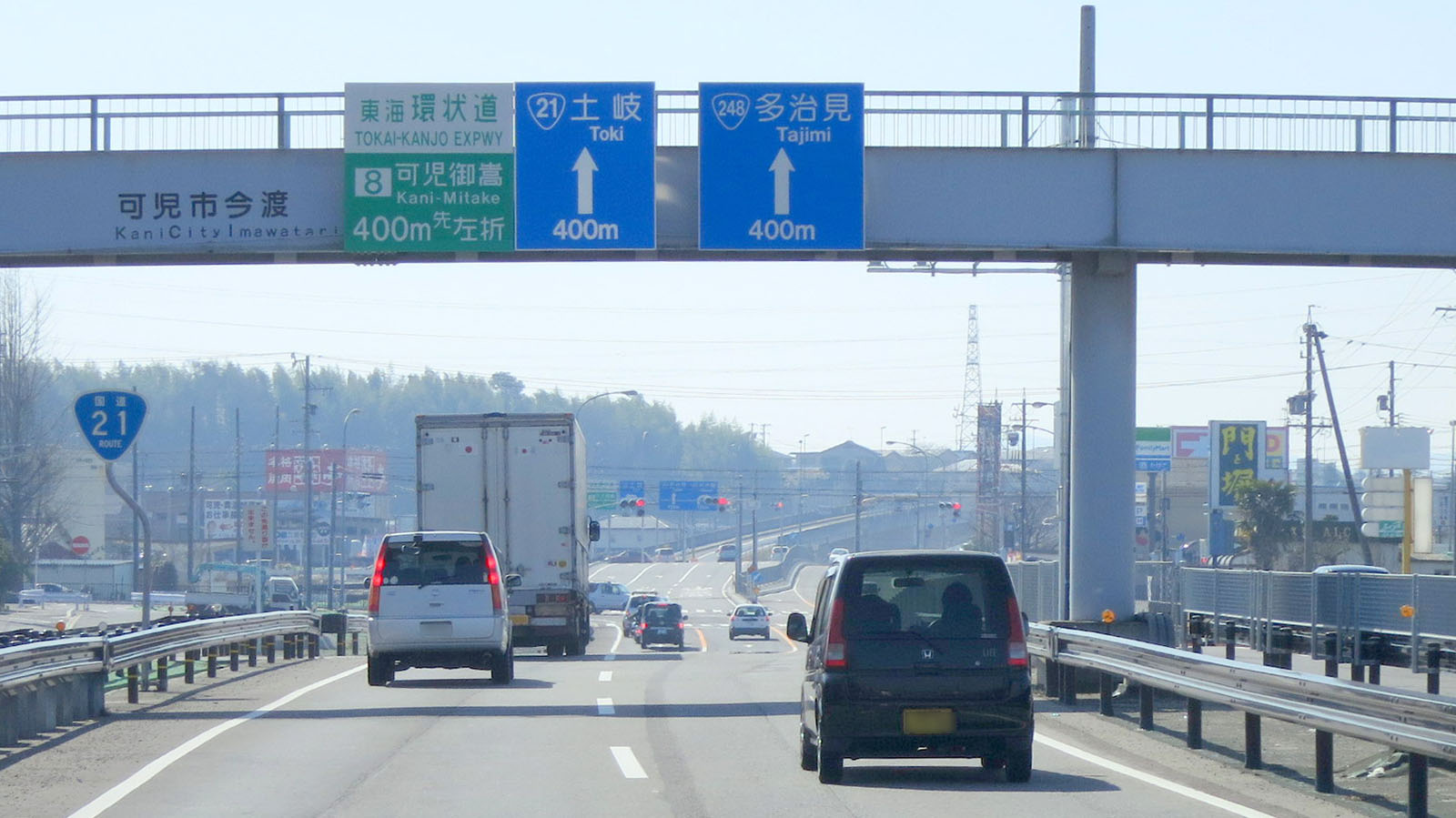
国道248号との重複
岐阜県可児市今渡

- 国道19号（岐阜県瑞浪市明世町山野内・山野内交差点（起点） - 土岐市泉寺田町2丁目・大富交差点）
- 国道248号（岐阜県可児市今渡・住吉南交差点 - 加茂郡坂祝町大針・大針I.C交差点）
- 国道22号・国道156号（岐阜県羽島郡岐南町上印食9丁目・岐南IC - 岐阜市茜部本郷3丁目・茜部本郷交差点）
- 国道8号（滋賀県米原市西円寺・西円寺交差点 - 米原市米原・米原警察署前交差点（終点））

### 道路施設

#### 橋梁
- 岐阜県
  - 月吉橋（日吉川、瑞浪市 - 土岐市、国道19号重複区間内）
  - 定林寺橋（定林寺川、土岐市、国道19号重複区間内）
  - 下巾橋（愛知用水、可児市）
  - 新太田橋（木曽川、可児市 - 美濃加茂市）
  - 穂積大橋（長良川、岐阜市 - 瑞穂市）
  - 五六川橋（五六川、瑞穂市）
  - 犀川橋（犀川、瑞穂市）
  - 新揖斐川橋（揖斐川、安八郡安八町 - 大垣市）
  - 杭瀬川橋（菅野川・杭瀬川、大垣市）
  - 相川橋（相川、不破郡垂井町）
  - 池下橋（不破郡関ケ原町）
  - 関ヶ原橋（藤古川、不破郡関ケ原町）
- 滋賀県
  - 梓関の上橋（梓川、米原市）
  - 昭和橋（地蔵川、米原市）
  - 丹生川橋（丹生川、米原市）
  - 和佐川橋（和佐川、米原市）
  - 菜種川橋（菜種川、米原市）

関ヶ原バイパス
- 岐阜県
  - 平木川橋（平木川、不破郡関ケ原町）
  - 大高橋（相川、不破郡関ケ原町）

#### トンネル
- 岐阜県
  - 坂祝一号トンネル：延長288 m、2016年（平成28年）竣工、加茂郡坂祝町
  - 坂祝二号トンネル：延長287 m、2016年（平成28年）竣工、加茂郡坂祝町
  - 勝山トンネル：延長245 m、2009年（平成21年）竣工、加茂郡坂祝町
  - 鵜沼・坂祝トンネル：延長1,857 m、2009年（平成21年）竣工、加茂郡坂祝町 - 各務原市

関ヶ原バイパス
- 岐阜県
  - 笹尾山トンネル：延長323.5 m、1989年（平成元年）竣工、不破郡関ケ原町

#### 道の駅
- 岐阜県
  - 志野・織部（土岐市）

可児御嵩バイパス
- 岐阜県
  - 可児ッテ「CANITTE」（可児市）

## 地理

### 通過する自治体
- 岐阜県
  - 瑞浪市 - 土岐市 - 可児郡御嵩町 - 瑞浪市 - 可児郡御嵩町[注釈 6] ※ - 可児市 - 美濃加茂市 - 加茂郡坂祝町 - 各務原市 - 岐阜市 - 羽島郡岐南町 - 岐阜市 - 瑞穂市 - 安八郡安八町 - 大垣市 - 不破郡垂井町 - 不破郡関ケ原町
- 滋賀県
  - 米原市

### 交差する道路
| 交差する道路                                                                    | 都道府県名 | 市町村名   | 市町村名   | 交差する場所      | 交差する場所                              |
| ------------------------------------------------------------------------------- | ---------- | ---------- | ---------- | ----------------- | ----------------------------------------- |
| 国道19号 重複区間起点 岐阜県道352号大西瑞浪線                                   | 岐阜県     | 瑞浪市     | 瑞浪市     | 明世町山野内      | 山野内交差点 / 起点                       |
| 岐阜県道385号河合多治見線                                                       | 岐阜県     | 土岐市     | 土岐市     | 泉町河合          | 河合交差点                                |
| 国道19号 重複区間終点                                                           | 岐阜県     | 土岐市     | 土岐市     | 泉寺田町2丁目     | 大富交差点                                |
| E19 中央自動車道                                                                | 岐阜県     | 土岐市     | 土岐市     | 泉町定林寺        | 30 土岐IC                                 |
| 岐阜県道366号飛騨木曽川公園線                                                   | 岐阜県     | 瑞浪市     | 瑞浪市     | 日吉町            |                                           |
| 岐阜県道65号恵那御嵩線                                                          | 岐阜県     | 可児郡     | 御嵩町     | 美佐野            |                                           |
| 岐阜県道358号井尻八百津線                                                       | 岐阜県     | 可児郡     | 御嵩町     | 井尻              |                                           |
| 国道21号 / 可児御嵩バイパス                                                     | 岐阜県     | 可児郡     | 御嵩町     | 井尻              | 井尻交差点                                |
| 岐阜県道341号御嵩可児線                                                         | 岐阜県     | 可児郡     | 御嵩町     | 御嵩              |                                           |
| 岐阜県道83号多治見白川線                                                        | 岐阜県     | 可児郡     | 御嵩町     | 中                | 大庭交差点                                |
| 岐阜県道351号御嵩川辺線                                                         | 岐阜県     | 可児郡     | 御嵩町     | 伏見              |                                           |
| 岐阜県道381号多治見八百津線 重複区間起点                                        | 岐阜県     | 可児郡     | 御嵩町     | 伏見              | 高倉口交差点                              |
| 岐阜県道122号・愛知県道186号御嵩犬山線 岐阜県道381号多治見八百津線 重複区間終点 | 岐阜県     | 可児郡     | 御嵩町     | 上恵土            | 上恵土交差点                              |
| 国道21号 / 可児御嵩バイパス                                                     | 岐阜県     | 可児郡     | 御嵩町     | 上恵土            | 上恵土本郷東交差点                        |
| 岐阜県道64号可児金山線                                                          | 岐阜県     | 可児市     | 可児市     | 中恵土            | 中恵土交差点                              |
| 国道248号 / 太田バイパス・可児バイパス 重複区間起点 岐阜県道84号土岐可児線      | 岐阜県     | 可児市     | 可児市     | 今渡              | 住吉南交差点                              |
| 岐阜県道207号各務原美濃加茂線 岐阜県道371号美濃加茂川辺線                       | 岐阜県     | 美濃加茂市 | 美濃加茂市 | 御門町2丁目       | 新太田橋交差点                            |
| 岐阜県道347号蜂屋太田線                                                         | 岐阜県     | 美濃加茂市 | 美濃加茂市 | 田島町3丁目       | 田島町3交差点                             |
| 国道41号 / 美濃加茂バイパス                                                     | 岐阜県     | 美濃加茂市 | 美濃加茂市 | 太田町            | 太田町交差点                              |
| 岐阜県道63号美濃加茂和良線                                                      | 岐阜県     | 美濃加茂市 | 美濃加茂市 | 太田町            | 太田町北一中交差点                        |
| 国道248号 / 可児バイパス 重複区間終点                                           | 岐阜県     | 加茂郡     | 坂祝町     | 大針              | 大針大針IC交差点                          |
| 岐阜県道367号勝山山田線                                                         | 岐阜県     | 加茂郡     | 坂祝町     | 勝山              | 勝山IC交差点                              |
| 岐阜県道346号富加坂祝線                                                         | 岐阜県     | 加茂郡     | 坂祝町     | 勝山              | [ 注釈 7 ]                                |
| 岐阜県道207号各務原美濃加茂線                                                   | 岐阜県     | 各務原市   | 各務原市   | 鵜沼東町1丁目     | 鵜沼IC交差点                              |
| 岐阜県道205号長森各務原線                                                       | 岐阜県     | 各務原市   | 各務原市   | 各務おがせ町9丁目 | おがせ町交差点                            |
| 愛知県道・岐阜県道17号江南関線                                                  | 岐阜県     | 各務原市   | 各務原市   | 鵜沼三ツ池町2丁目 | 三ツ池町交差点                            |
| 岐阜県道93号川島三輪線 重複区間起点                                             | 岐阜県     | 各務原市   | 各務原市   | 三井町4丁目       | 三井町交差点                              |
| 愛知県道151号・岐阜県道114号一宮各務原線                                        | 岐阜県     | 各務原市   | 各務原市   | 三井町4丁目       |                                           |
| 岐阜県道152号岐阜各務原線                                                       | 岐阜県     | 各務原市   | 各務原市   | 三井町2丁目       | 金属団地前交差点                          |
| 岐阜県道93号川島三輪線 重複区間終点 岐阜県道181号岐阜那加線                     | 岐阜県     | 各務原市   | 各務原市   | 那加緑町4丁目     | 那加緑町4丁目交差点                       |
| E41 東海北陸自動車道                                                            | 岐阜県     | 岐阜市     | 岐阜市     | 芋島4丁目         | 4 岐阜各務原IC                            |
| 岐阜県道180号松原芋島線                                                         | 岐阜県     | 岐阜市     | 岐阜市     | 東中島3丁目       |                                           |
| 岐阜県道77号岐阜環状線                                                          | 岐阜県     | 岐阜市     | 岐阜市     | 東中島2丁目       | 東中島2交差点                             |
| 岐阜県道179号中野上印食線                                                       | 岐阜県     | 羽島郡     | 岐南町     | 上印食8丁目       | 上印食南交差点                            |
| 国道22号 重複区間起点 国道156号 重複区間起点                                    | 岐阜県     | 羽島郡     | 岐南町     | 上印食9丁目       | 岐南インター交差点                        |
| 岐阜県道177号下印食笠松線                                                       | 岐阜県     | 羽島郡     | 岐南町     | 徳田1丁目         | 徳田1交差点 徳田IC                        |
| 岐阜県道・愛知県道14号岐阜稲沢線                                                | 岐阜県     | 岐阜市     | 岐阜市     | 東川手4丁目       | 下川手IC                                  |
| 国道22号 重複区間終点 国道156号 重複区間終点 国道157号 岐阜県道183号正木岐阜線  | 岐阜県     | 岐阜市     | 岐阜市     | 茜部本郷3丁目     | 茜部本郷交差点                            |
| 岐阜県道151号岐阜羽島線                                                         | 岐阜県     | 岐阜市     | 岐阜市     | 茜部中島3丁目     | 茜部中島交差点                            |
| 岐阜県道31号岐阜垂井線                                                          | 岐阜県     | 岐阜市     | 岐阜市     | 六条大溝1丁目     | 六条交差点                                |
| 岐阜県道1号岐阜南濃線 重複区間起点 岐阜県道77号岐阜環状線 重複区間起点          | 岐阜県     | 岐阜市     | 岐阜市     | 宇佐南1丁目       | 宇佐交差点                                |
| 岐阜県道1号岐阜南濃線 重複区間終点 岐阜県道77号岐阜環状線 重複区間終点          | 岐阜県     | 岐阜市     | 岐阜市     | 藪田南1丁目       | 薮田交差点                                |
| 岐阜県道173号文殊茶屋新田線                                                     | 岐阜県     | 岐阜市     | 岐阜市     | 薮田南5丁目       | 薮田南5交差点                             |
| 岐阜県道163号墨俣合渡岐阜線                                                     | 岐阜県     | 瑞穂市     | 瑞穂市     | 穂積              |                                           |
| 岐阜県道188号穂積停車場線                                                       | 岐阜県     | 瑞穂市     | 瑞穂市     | 穂積              | 上穂積交差点                              |
| 岐阜県道・三重県道23号北方多度線                                                | 岐阜県     | 瑞穂市     | 瑞穂市     | 穂積              | 穂積中原交差点                            |
| 岐阜県道171号美江寺西結線 岐阜県道172号牛牧墨俣線                               | 岐阜県     | 瑞穂市     | 瑞穂市     | 牛牧              | 下牛牧交差点                              |
| 岐阜県道261号脛永万石線                                                         | 岐阜県     | 大垣市     | 大垣市     | 和合新町1丁目     | [ 注釈 8 ]                                |
| 岐阜県道50号大垣環状線                                                          | 岐阜県     | 大垣市     | 大垣市     | 和合新町2丁目     | 和合IC                                    |
| 国道258号 岐阜県道156号曽井中島美江寺大垣線                                     | 岐阜県     | 大垣市     | 大垣市     | 楽田町1丁目       | 楽田町交差点                              |
| 岐阜県道212号大垣大野線                                                         | 岐阜県     | 大垣市     | 大垣市     | 中川町3丁目       | 中川町交差点                              |
| 国道417号 岐阜県道・愛知県道18号大垣一宮線                                      | 岐阜県     | 大垣市     | 大垣市     | 笠縫町            | 河間交差点                                |
| 岐阜県道231号荒尾笠縫線                                                         | 岐阜県     | 大垣市     | 大垣市     | 熊野町            | 熊野交差点                                |
| C3 東海環状自動車道 岐阜県道50号大垣環状線                                      | 岐阜県     | 大垣市     | 大垣市     | 桧町              | 桧交差点 16 大垣西IC                      |
| 岐阜県道214号養老赤坂線                                                         | 岐阜県     | 大垣市     | 大垣市     | 荒尾町            | 荒尾町交差点                              |
| 岐阜県道31号岐阜垂井線                                                          | 岐阜県     | 不破郡     | 垂井町     | 表佐              | 綾戸口交差点                              |
| 岐阜県道228号栗原青野線                                                         | 岐阜県     | 不破郡     | 垂井町     | 綾戸              | 綾戸交差点                                |
| 岐阜県道215号養老垂井線                                                         | 岐阜県     | 不破郡     | 垂井町     | 宮代              | 宮代交差点                                |
| 岐阜県道257号川合垂井線                                                         | 岐阜県     | 不破郡     | 垂井町     |                   | 御所野交差点                              |
| 国道21号 / 関ヶ原バイパス                                                       | 岐阜県     | 不破郡     | 垂井町     |                   | 新日守交差点                              |
| 岐阜県道56号南濃関ケ原線                                                        | 岐阜県     | 不破郡     | 関ケ原町   | 大字野上          | 一ツ軒交差点                              |
| 国道365号                                                                       | 岐阜県     | 不破郡     | 関ケ原町   | 大字関ケ原        | 関ヶ原西町交差点                          |
| 岐阜県道229号牧田関ケ原線                                                       | 岐阜県     | 不破郡     | 関ケ原町   | 大字今須          |                                           |
| 滋賀県道551号山東伊吹線                                                         | 滋賀県     | 米原市     | 米原市     | 柏原              | 柏原交差点                                |
| 旧中山道 重複区間起点                                                           | 滋賀県     | 米原市     | 米原市     | 梓河内            |                                           |
| 滋賀県道19号山東一色線                                                          | 滋賀県     | 米原市     | 米原市     | 一色              | 一色交差点                                |
| 滋賀県道17号多賀醒井線                                                          | 滋賀県     | 米原市     | 米原市     | 醒井              | 醒ケ井駅前交差点                          |
| E8 北陸自動車道                                                                 | 滋賀県     | 米原市     | 米原市     | 樋口              | 米原IC口交差点 1 米原IC                   |
| 滋賀県道240号樋口岩脇線                                                         | 滋賀県     | 米原市     | 米原市     | 樋口              | 樋口西交差点                              |
| 滋賀県道246号大鹿寺倉線                                                         | 滋賀県     | 米原市     | 米原市     | 寺倉              |                                           |
| 国道8号 重複区間起点                                                            | 滋賀県     | 米原市     | 米原市     | 西円寺            | 西円寺交差点                              |
| 滋賀県道240号樋口岩脇線                                                         | 滋賀県     | 米原市     | 米原市     | 岩脇（いおぎ）    |                                           |
| 国道8号 重複区間終点 滋賀県道329号彦根米原線 旧中山道 重複区間終点              | 滋賀県     | 米原市     | 米原市     | 米原              | 米原警察署前交差点 / 終点                 |
| 可児御嵩バイパス                                                                |            |            |            |                   |                                           |
| 国道21号 / 現道                                                                 | 岐阜県     | 可児郡     | 御嵩町     | 井尻              | 井尻交差点 / 可児御嵩バイパス起点         |
| 岐阜県道83号多治見白川線 岐阜県道341号御嵩可児線 重複区間起点                   | 岐阜県     | 可児郡     | 御嵩町     | 古屋敷            | 古屋敷交差点                              |
| C3 東海環状自動車道                                                             | 岐阜県     | 可児市     | 可児市     | 柿田              | 可児御嵩IC交差点 8 可児御嵩IC             |
| 岐阜県道341号御嵩可児線 重複区間終点 岐阜県道381号多治見八百津線                | 岐阜県     | 可児市     | 可児市     | 柿田              | 柿田交差点                                |
| 岐阜県道122号・愛知県道186号御嵩犬山線                                          | 岐阜県     | 可児郡     | 御嵩町     | 上恵土            | 上恵土本郷東交差点                        |
| 国道21号 / 現道                                                                 | 岐阜県     | 可児郡     | 御嵩町     | 上恵土            | 上恵土本郷東交差点 / 可児御嵩バイパス終点 |
| 関ヶ原バイパス                                                                  |            |            |            |                   |                                           |
| 国道21号 / 現道                                                                 | 岐阜県     | 不破郡     | 垂井町     |                   | 新日守交差点 / 関ヶ原バイパス起点         |
| 岐阜県道53号岐阜関ケ原線                                                        | 岐阜県     | 不破郡     | 関ケ原町   | 大字野上          | 野上北交差点                              |
| 岐阜県道56号南濃関ケ原線                                                        | 岐阜県     | 不破郡     | 関ケ原町   | 大字大高          | 大高交差点                                |
| 岐阜県道236号関ケ原停車場線                                                     | 岐阜県     | 不破郡     | 関ケ原町   | 大字関ケ原        | 陣馬野交差点                              |
| 国道365号 伊吹山ドライブウェイ                                                  | 岐阜県     | 不破郡     | 関ケ原町   | 大字関ケ原        | 伊吹山口交差点 / 関ヶ原バイパス終点       |

### 交差する鉄道
- 太多線
- 高山本線
- 長良川鉄道越美南線
- 名鉄各務原線
- 東海道本線
- 名鉄名古屋本線
- 養老鉄道養老線
- 東海道新幹線

可児御嵩バイパス
- 名鉄広見線

### 峠
- 岐阜県
  - 次月峠（標高316 m、土岐市 - 可児郡御嵩町）
  - 今須峠（標高175 m、不破郡関ケ原町）

## ギャラリー

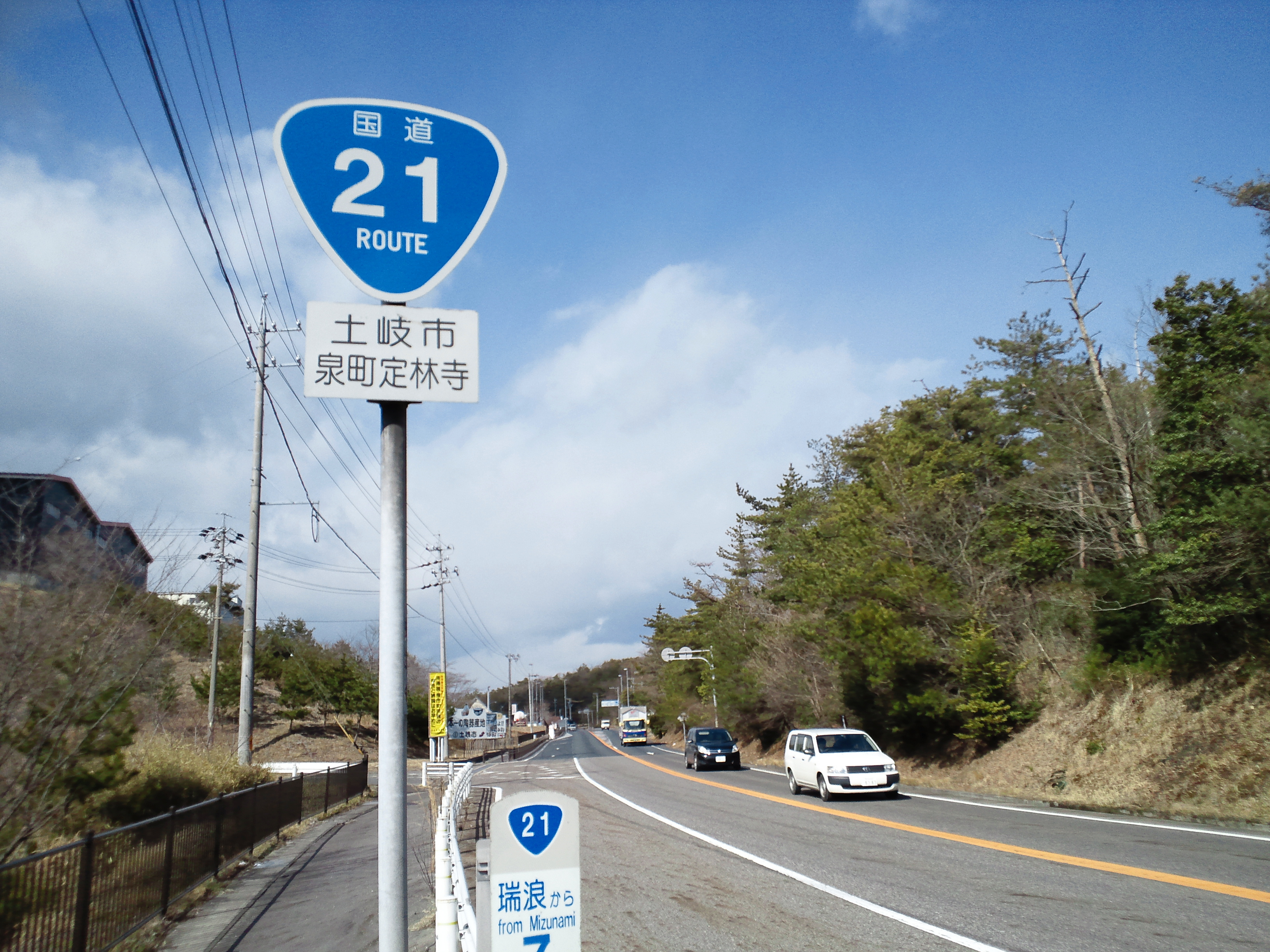
岐阜県土岐市泉町定林寺 （2013年2月）
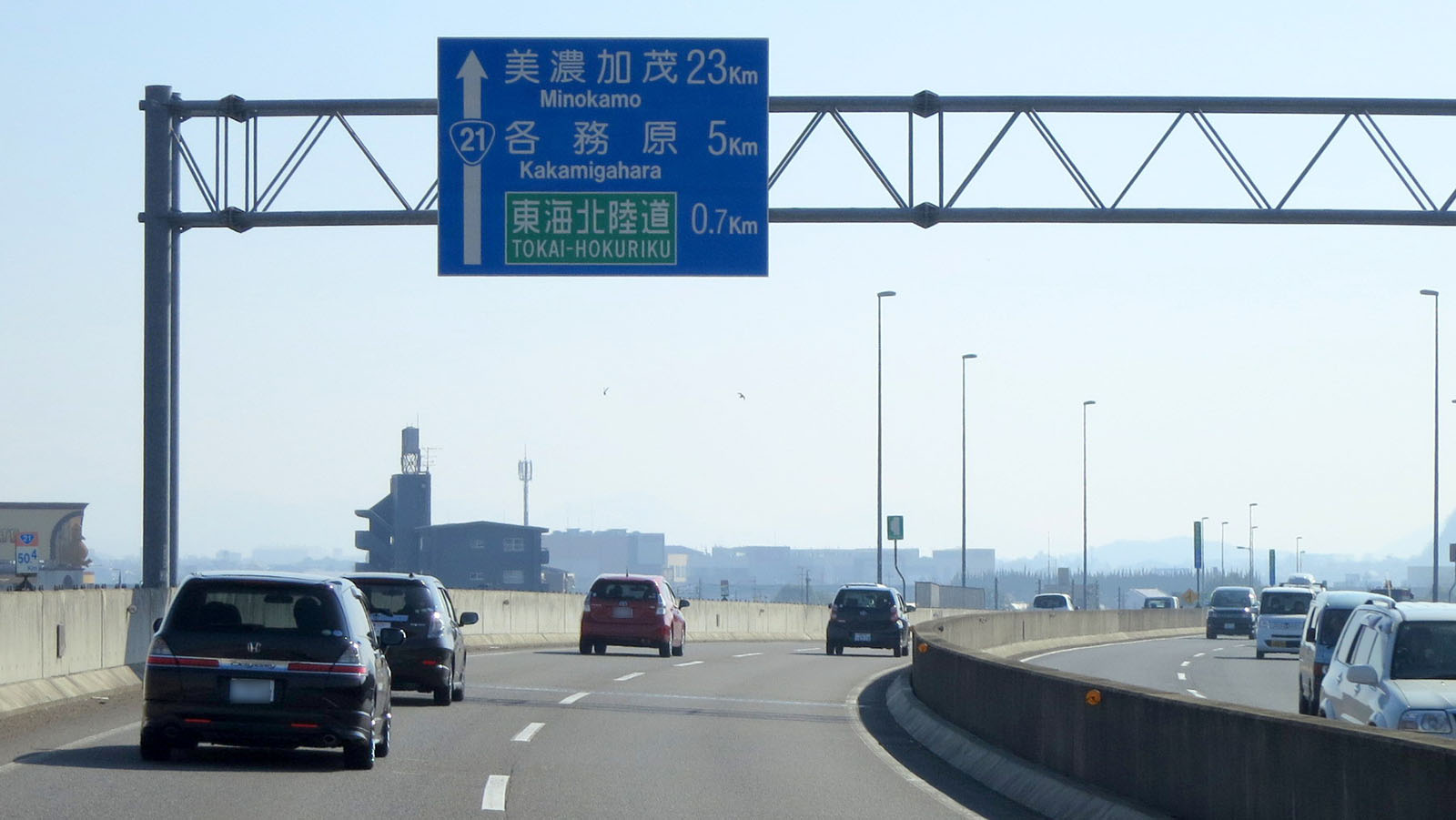
那加バイパス 岐阜県岐阜市芋島
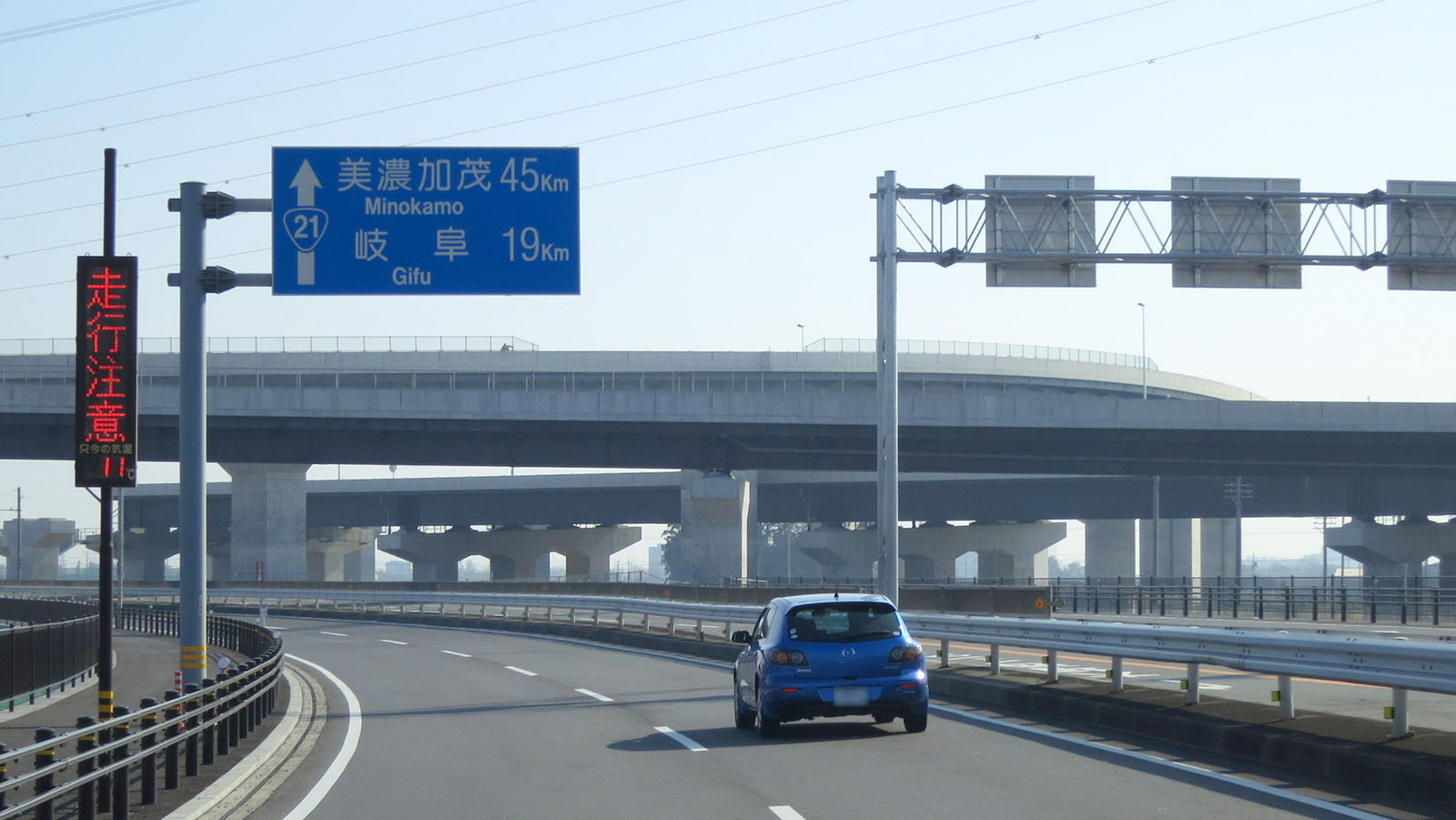
岐大バイパス 岐阜県大垣市桧町
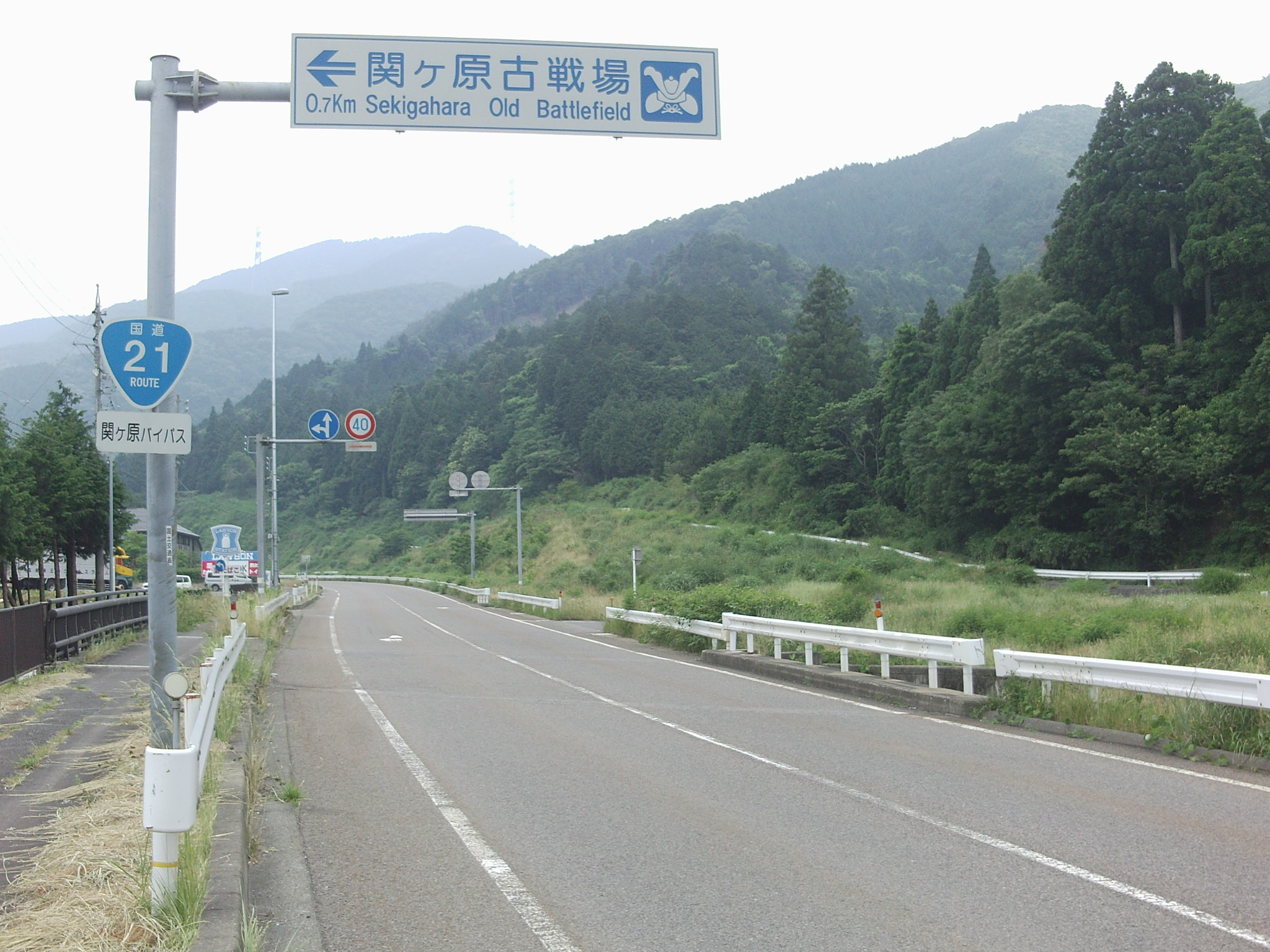
関ヶ原バイパス 岐阜県不破郡関ケ原町
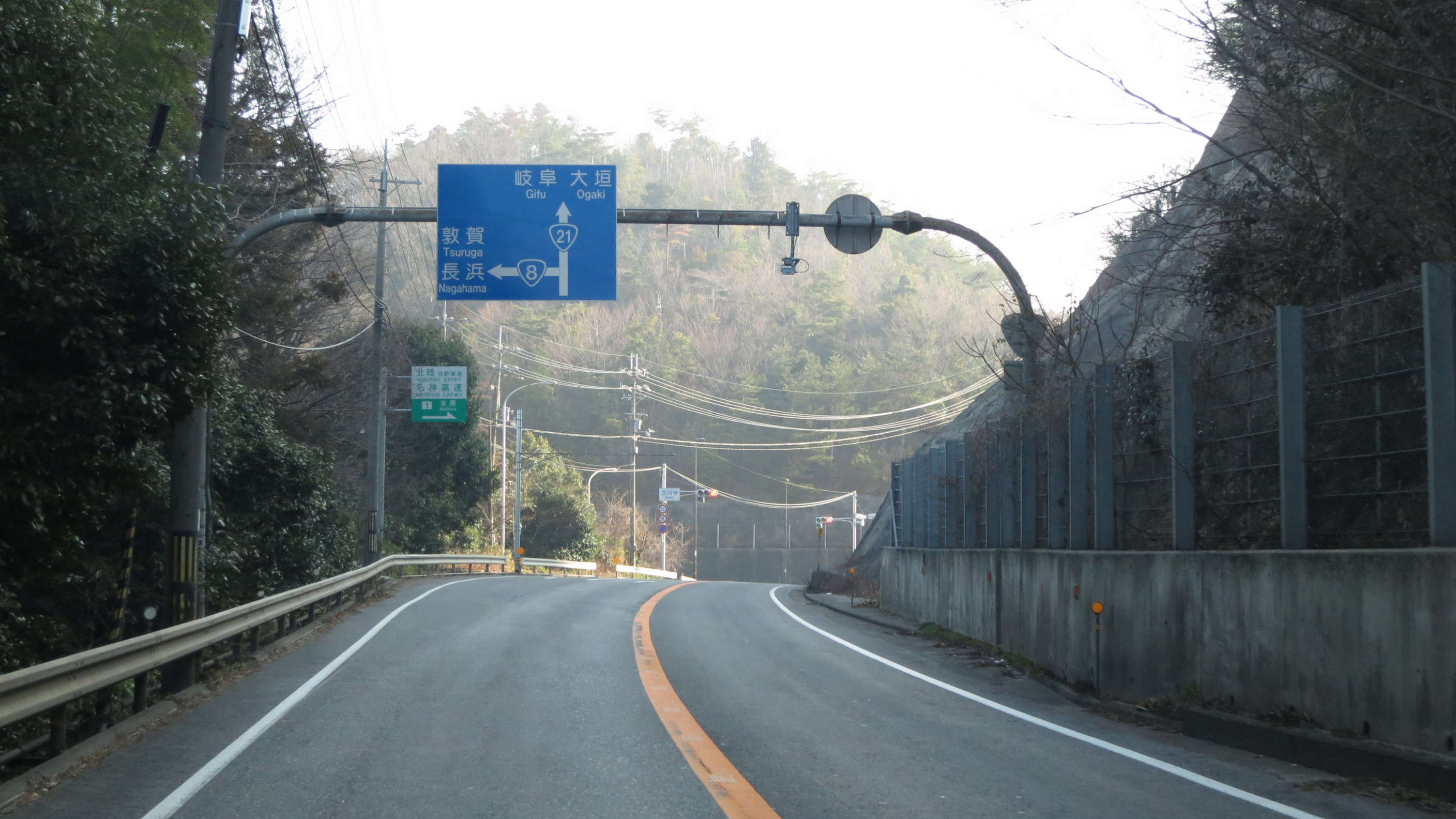
終点までの重複区間 国道8号との分岐 滋賀県米原市[